# Salix apennina
Salix apennina är en videväxtart som beskrevs av A. Skvorts.. Salix apennina ingår i släktet viden, och familjen videväxter. Inga underarter finns listade i Catalogue of Life.